# Help Yourself
«Help Yourself» es una canción interpretada por la cantante británica Amy Winehouse. Fue escrita por Winehouse y Jimmy Hogarth. Es incluida como el cuarto sencillo del álbum Frank con Fuck Me Pumps.

## Formatos
UK CD Single
1. «Fuck Me Pumps»
2. «Help Yourself»
3. «(There Is) No Greater Love»

## Listas y certificaciones
| Lista (2004)                   | Mejor posición |
| ------------------------------ | -------------- |
| Reino Unido (UK Singles Chart) | 65             |